# Amatol
El amatol es un explosivo constituido por nitrato de amonio y trinitrotolueno (TNT). Fue utilizado ampliamente durante la Primera y Segunda Guerra Mundial, y sustituido finalmente por el torpex y el tritonal.
Se empleó comúnmente como explosivo en armas militares tales como aviones, bombas, cargas de profundidad y minas navales. El amatol aprovecha la sinergia entre el TNT y el nitrato de amonio, ya que el TNT ejerce la máxima velocidad de la detonación y posee buen rendimiento, pero tiene un costo comparativamente elevado, mayor complejidad de fabricación y es deficiente en oxígeno (véase balance de oxígeno).
Comparado con el TNT, el nitrato de amonio tiene una baja velocidad de la detonación y bajo rendimiento, pero es extremadamente barato y fácil de fabricar. La característica más importante es que contiene un exceso de oxígeno necesario para la detonación, que suplementa al TNT. Dependiendo de la proporción de los ingredientes usados, el amatol deja un residuo del humo blanco o gris después de la detonación.
Las proporciones típicas entre TNT y nitrato de amonio (por peso) en el amatol militar son: 80/20, 60/40, 50/50 (tenía una velocidad de detonación de aproximadamente 6000 metros por segundo) y 20/80.

## Producción
El proceso de producción del amatol es muy simple y esta es una de las razones por las que era tan usado durante conflictos importantes: el TNT se calienta suavemente hasta que se funde, adquiriendo las características físicas de un jarabe. Entonces se agrega la proporción conveniente de nitrato de amonio pulverizado y se mezcla. Mientras que esta mezcla todavía está en estado fundido, se vierte en las carcasas vacías de las bombas y se deja enfriar y solidificar. Sin embargo, las calidades más inferiores del amatol (por ejemplo 20/80) no podían producirse echando TNT fundido. En su lugar, el TNT en copos se mezclaba a fondo con el nitrato de amonio pulverizado y entonces se comprimía y se secaba.

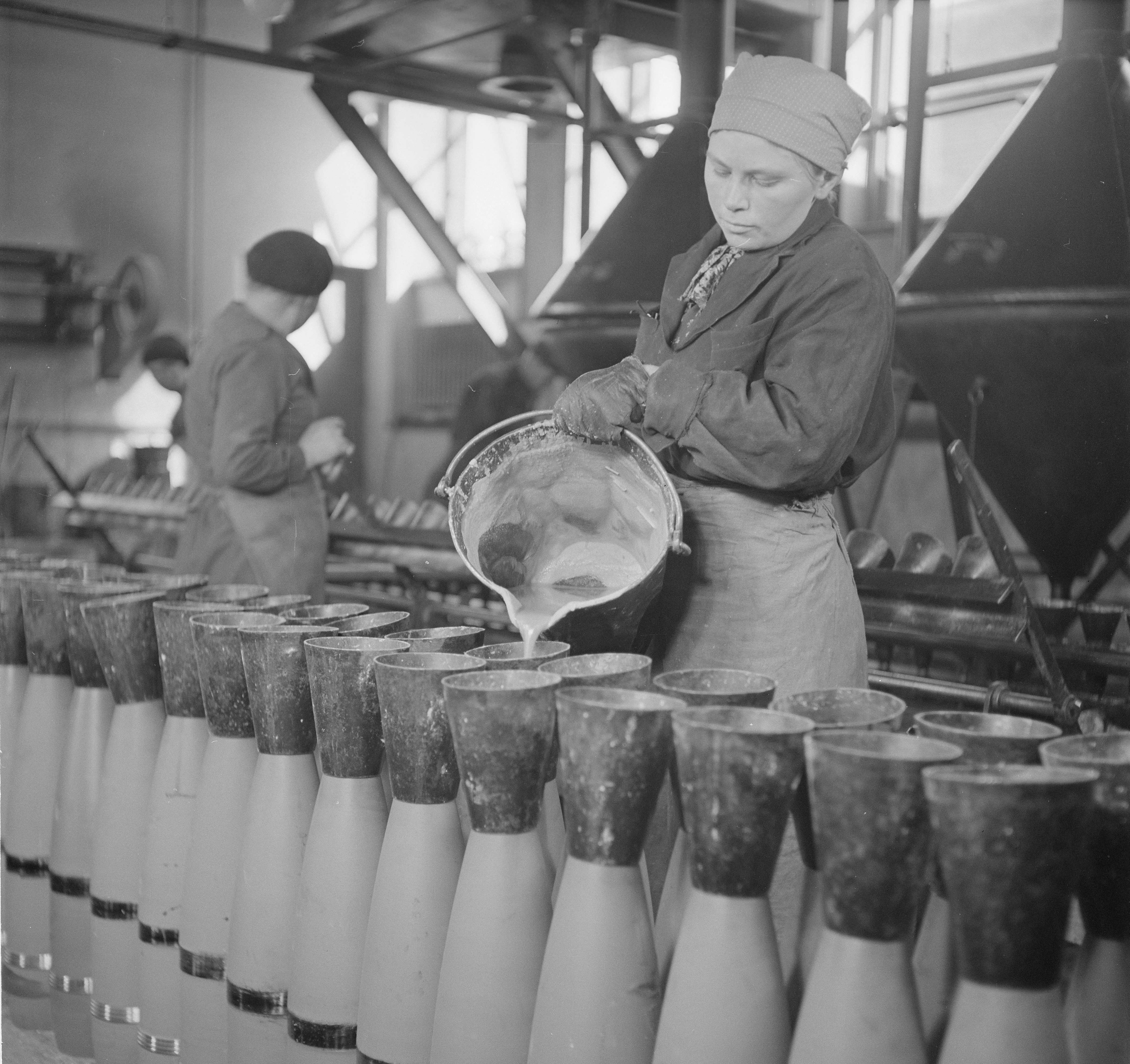
Producción de proyectiles de 152 mm en Finlandia, relleno con amatol.

El color del amatol va del grisáceo al marrón levemente amarillo o rosáceo, dependiendo de la mezcla usada, y se conserva durante periodos largos de almacenaje. Es también higroscópico, lo que complica el almacenamiento de larga duración. Para prevenir problemas de la humedad, las cargas de amatol se recubrían con una capa delgada de TNT fundido puro o alternativamente de betún. El uso de amatol almacenado durante mucho tiempo era raramente un problema durante conflictos importantes, porque las municiones cargadas con amatol solían utilizarse pronto después de su fabricación.

## Almacenamiento
El Amatol no se debe almacenar en envases hechos de cobre o latón, pues puede formar compuestos peligrosos. Es relativamente estable, pero puede ser detonado por impacto severo. Los explosivos primarios, por ejemplo el fulminato del mercurio eran de uso frecuente como detonador, conjuntamente con un aumentador de presión explosivo para la carga, como por ejemplo el tetryl.
Las cargas explosivas ocultadas adentro del HMS Campbeltown durante Incursión de St Nazaire de 1942 contuvieron amatol. Además, el submarino Británico Clase X, el cual plantó cargas explosivas debajo del acorazado alemán Tirpitz en septiembre de 1943, contuvieron un peso total de cuatro toneladas de Amatol. Las cabezas explosivas de los cohetes alemanes V1 y V2 también contenían amatol.